# Deutsch-südkoreanische Beziehungen
Die Bundesrepublik Deutschland und die Republik Korea teilen einige Gemeinsamkeiten, beide Länder haben eine geteilte Geschichte hinsichtlich des Zweiten Weltkriegs und erlebten ein Wirtschaftswunder in den 1950er und 1960er Jahren. Wirtschaftlich gesehen sind beide Länder rohstoffarm und Marktführer im High-Tech-Bereich. Nach dem Inkrafttreten des Freihandelsabkommen zwischen der Europäischen Union und Südkorea 2011 sind die Handelsvolumina rasant gestiegen. Auf Grundlage der guten politischen und wirtschaftlichen Beziehungen werden die Kulturbeziehungen auch weiter vorangetrieben.

## Geschichtlicher Hintergrund
Der koreanische Staat Joseon nahm im Rahmen des Deutschland-Korea Vertrags von 1883 erstmals diplomatische Beziehungen mit dem Deutschen Reich auf, die auch nach 1905 in Kraft blieben. 2024 wurde 140 Jahre diplomatischer Beziehungen gefeiert.
1955 erkannte die Bundesrepublik Südkorea offiziell als souveränen Staat an.

## Politische Beziehungen zwischen Deutschland und Südkorea
Die erste Kontaktaufnahme der Republik Korea mit der Bundesrepublik Deutschland war Anfang 1953 bezüglich des Koreakriegs die Hilfsleistung an Korea von Seiten der BRD durch eine Spende zur Ausstattung der ärztlichen Behandlungsstellen in Südkorea und die Entsendung des Deutschen Roten Kreuzes. Danach entwickelte sich eine enge und vertrauensvolle beiderseitige Beziehung. Jedoch wurde diese durch die „Ost-Berlin-Spionage-Affäre“ 1967 stark beeinträchtigt. Erst nach fast drei Jahren wurden die von der Affäre ausgelösten Konflikte beigelegt und durch die gegenseitigen Besuche immer weiter verbessert. Bis heute pflegen die beiden Länder freundschaftliche Beziehungen zueinander.

### Grundsteinlegung in den 1950er Jahren
Nach dem Ende des Koreakriegs nahmen die beiden Länder konsularische (1954) und diplomatische (1957) Beziehungen auf. Zur Verminderung der wirtschaftlichen und politischen Abhängigkeit von den USA nach ihrer Staatsgründung 1948 suchte die Republik Korea einen neuen Partner. Unter diesem Aspekt entsandte die südkoreanische Regierung den Minister für Handel und Industrie Kim Il-hwan im Jahr 1958 in die Bundesrepublik Deutschland. Die koreanische Seite interessierte sich für die Mitwirkung der Bundesrepublik beim wirtschaftlichen Aufbau sowie für die weitere wirtschaftliche und technische Zusammenarbeit. Dementsprechend fand im gleichen Jahr ein Gegenbesuch des Bundeswirtschaftsministers Ludwig Erhard statt. Er wies auf die Bereitschaft der Bundesregierung hin, der Republik Korea Wirtschaftshilfe zu leisten.
Neben Amerika wählte Südkorea als erstes die BRD als einen der bedeutendsten Partner aus, da diese die größte Wirtschaftsmacht in Europa war. Aus der Sicht der Bundesrepublik Deutschland sollte Südkorea, ein schwach entwickeltes Land, als Absatzmarkt, Rohstofflieferant und Zielort der Kapitalanlage angesehen werden.
Das gemeinsame Interesse der beiden Länder an der wirtschaftlichen Kooperation führte zu ersten beiderseitigen Besuchen auf Ministerebene. Mit diesen Besuchen wurde der Grundstein der bilateralen Beziehungen zwischen der Republik Korea und der Bundesrepublik Deutschland gelegt.

### Vertiefung der Beziehungen und Krise in den 1960er bis 1980er Jahren

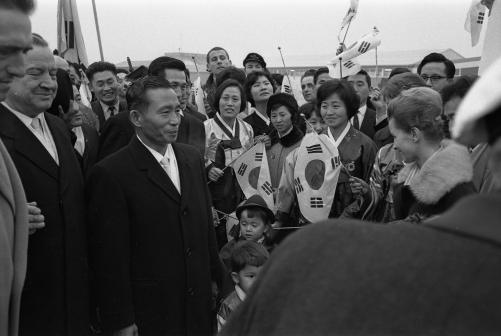
Staatsbesuch des südkoreanischen Präsidenten Park Chung-hee in der Bundesrepublik Deutschland 1964

1964 besuchte der südkoreanische Staatspräsident Park Chung-hee als erstes Staatsoberhaupt der Republik Korea die Bundesrepublik Deutschland. Einen Gegenbesuch in Südkorea stattete der Bundespräsident Heinrich Lübke im Jahr 1967 ab. Dies galt als erster Staatsbesuch eines europäischen Staatsoberhauptes in Südkorea. Mit diesen beiderseitigen Besuchen erreichten die Beziehungen ihren Höhepunkt.
Aus der Sicht Südkoreas war die Unterstützung ihrer Entwicklungspläne durch die Bundesrepublik Deutschland von großer Relevanz. Die BRD war außerdem bereit, zur Erfüllung der Pläne weiterhin finanzielle Hilfe zu leisten. Außerdem rückte die Teilungsproblematik in den Mittelpunkt: Sowohl Südkorea als auch Westdeutschland waren mit einem geteilten Staatsgebiet konfrontiert und mussten eine Politik finden, die diese Situation lösen konnte. Das gemeinsame Schicksal der Teilung beider Nationen sowie das gleiche Ziel der Wiedervereinigung schufen nicht nur eine freundliche Atmosphäre, sondern leisteten auch einen Beitrag zur Förderung der Beziehungen beziehungsweise der großzügigen Entwicklungshilfe der Bundesrepublik Deutschland an Südkorea.
Mitte Juni 1967, einige Monate nach dem Besuch des Bundespräsidenten in der Republik Korea, wurde die Entführung von 17 Südkoreanern in der BRD nach Südkorea durch den südkoreanischen Geheimdienst bekannt. Sie wurden der Spionage für Nordkorea verdächtigt.
Diese Affäre wirkte sich sehr negativ auf die beiderseitigen Beziehungen aus. Nicht nur die Beziehungen auf Regierungsebene verschlechterten sich durch dieses Ereignis, sondern das Bild Südkoreas wurde dadurch auch in der BRD negativ beeinflusst.
Erst nach dem Besuch einer westdeutschen Sonderdelegation in der Republik Korea begann Anfang 1969 die Normalisierung der bilateralen Beziehungen. Diese wurden durch den Besuch des Bundesaußenministers Walter Scheel in der Republik Korea 1970 weiter verbessert. Im April 1986 machte der Staatspräsident Chun Doo-hwan zur Verstärkung der Beziehungen zur EG bzw. zur BRD eine Europareise, die ihn unter anderem auch nach Bonn führte. Er konzentrierte sich auf die Vertiefung der wirtschaftlichen Kooperation, besonders auf dem Gebiet der Technologie und Direktinvestition. In den 1970er sowie 1980er Jahren wurden die Beziehungen durch die beiderseitigen Visiten sowie Zusammenarbeit im Allgemeinen immer weiter verstärkt.

### Die Weiterentwicklung der bilateralen Beziehungen
Nachdem sich Deutschland am 3. Oktober 1990 wiedervereinigte, blieben Nord- und Südkorea weiterhin ein geteiltes Land. Der 25. Jahrestag der deutschen Einheit fiel auf das Jahr 2015, in dem sich die koreanische Teilung zum siebzigsten Mal jährte. Die politischen Erfahrungen der deutschen Wiedervereinigung sind für Südkorea ein alternatives Modell auf der Suche nach einem eigenen Weg zur koreanischen Wiedervereinigung. Dazu wurde 2011 ein Expertengremium geschaffen, dessen Ziel in Kooperation zwischen dem koreanischen Vereinigungsministerium und dem deutschen Ministerium für Wirtschaft und Energie die Vertiefung des Meinungsaustauschs zum Thema der Vereinigung war. Außerdem fand 2014 ein Besuch der Präsidentin Südkoreas, Park Geun-hye, in Berlin sowie Dresden statt. Auch der deutsche Bundespräsident Joachim Gauck besuchte 2015 Korea.

## Wirtschaftliche Beziehungen
Die engen wirtschaftlichen Beziehungen zwischen der Bundesrepublik und der Republik Korea werden durch folgende Tatsachen verdeutlicht: Nach der Volksrepublik China und Japan ist Korea der drittwichtigste Absatzmarkt Deutschlands in Asien. Deutschland ist unter den europäischen Ländern der größte Handelspartner Koreas. Das bilaterale Handelsvolumen lag koreanischen Statistiken zufolge im Jahr 2014 bei rund 28,9 Mrd. US-Dollar. Darüber hinaus haben viele große koreanische Konzerne wie z. B. Samsung, Hyundai und LG europäische Zentren in Deutschland errichtet.
2024 lag der Stand bei einem bilateralen Handelsvolumen 2023 von rund 33,9 Milliarden Euro. Rund 540 deutsche Unternehmen beschäftigen etwa 100.000 Arbeitnehmerinnen und Arbeitnehmer in Korea.

### Die Entwicklung der bilateralen Kooperation
Die deutsch-koreanischen wirtschaftlichen Beziehungen lassen sich auf den „Handels-, Freundschafts- und Schifffahrtsvertrag“ im Jahr 1883 zurückführen. Im gleichen Jahr wurde die deutsche Handelsgesellschaft H. C. Eduard Meyer & Co. gegründet, über die Waren aus Deutschland eingeführt werden, die zur Modernisierung des Landes notwendig waren. Weiterhin gehört Deutschland zu den Ländern, die in den sechziger Jahren Korea einen Kredit gewährt hatten. Damit konnte Korea sein Fundament für seine wirtschaftliche Entwicklung legen und ihr sogenanntes „Han-Wirtschaftswunder“ nach dem Vorbild des „Rhein-Wirtschaftswunders“ schaffen. Mit der Gründung der Deutsch-Koreanischen Industrie- und Handelskammer 1981 wurde die Zusammenarbeit auf ein neues Niveau gebracht. Noch bis heute ist die Kammer in den meisten Fällen erster Ansprechpartner und Unterstützung für die in Korea tätigen deutschen Unternehmen. Ein neuer Höhepunkt in den wirtschaftlichen Beziehungen war das 2009 unterschriebene und 2011 in Kraft getretene Freihandelsabkommen zwischen EU und Korea, wovon beide Seiten profitieren.

### Wirtschaftliche Beziehungen im Rahmen des Freihandelsabkommens

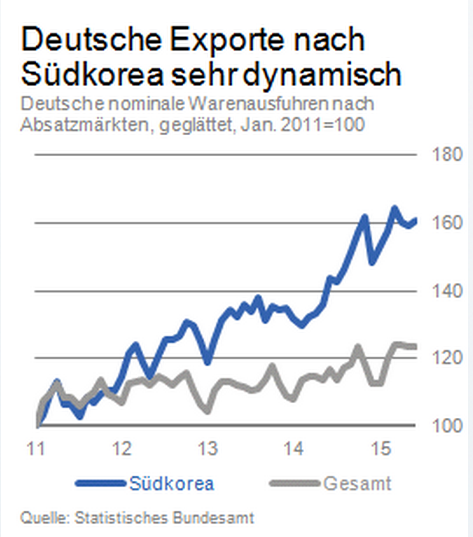
Deutsche Exporte von 2011 bis in das erste Halbjahr 2015.

2011 trat das Handelsabkommen zwischen der Europäischen Union und Korea in Kraft. Der Handel beider Seiten stieg in dem ersten sechs Monaten um 3,9 %. Als der größte Handelspartner Koreas in Europa sind deutsche Exporte nach Südkorea im Vergleich mit 2011 im ersten Halbjahr 2015 um mehr als 50 % gestiegen. Durch den Abbau der Zölle sowie die nicht-tariflichen Handelshemmnisse übertrafen im 1. Halbjahr 2015 die Exporte der Automobilbranche nach Südkorea den Wert des 1. Halbjahres 2011 um 159 %. Vorher war Südkorea für die deutschen Autohersteller, aufgrund von nicht-tarifären Handelshemmnissen, ein nur schwer zugänglicher Markt. Auch die anderen Branchen konnten ihre Exporte in Südkorea erhöhen. Insgesamt genießt Deutschland große Vorteile durch das Freihandelsabkommen. Handelsdefizite von Korea mit Deutschland stehen Überschüsse mit mitteleuropäischen Ländern gegenüber.

### Weitere Kooperationsfelder
Das Zehnte Deutsch-Koreanische Forum fokussierte sich auf die Energieversorgung und -sicherheit sowie Innovationsfähigkeit beider Länder. Aus geographischen Gründen ist Korea ein energiearmes Land. 30 Prozent des Handelsvolumens beliefen sich auf die Energieversorgung des Landes. Deshalb ist das Energiekonzept von Deutschland, die Energieeffizienz zu erhöhen, um so Energie einzusparen oder erneuerbare Energie zu entwickeln, hochinteressant für Südkorea. Der Entwicklungsraum der neuen Technologie im Bereich erneuerbarer Energien ist noch groß. Deutsche Strategien und Technologien könnten in Verbindung mit koreanischem IT-Know-how zu erfolgreichen Lösungen führen, z. B. im Bereich der Smart-Grids, der intelligenten Netze, so Lee Tae-yong, Wissenschaftler von Energy Economics Institute Koreas. Der Vorstandsvorsitzende von Bosch Solar Energy AG, Holger von Hebel, sieht den Entwicklungsbedarf in der Energiespeicherung. Auch hier gäbe es Chancen für Zusammenarbeit.
Im Gegensatz zu Deutschland gibt es in Korea fast keine mittelständischen Unternehmen. Trotz der technologischen Stärken ist die Unzufriedenheit mit der Ungleichheit der Gesellschaft gestiegen. Präsidentin Park Geun-hye spricht sich für mehr wirtschaftliche Gleichheit aus und nimmt Deutschland erneut als Vorbild. Die Zusammenarbeit zwischen deutschen und koreanischen mittelständischen Unternehmen wird im Rahmen des Zentralen Innovationsprogramms Mittelstand durch das Bundesministerium für Wirtschaft und Energie besonders gefördert. Die erste deutsch-koreanische Ausschreibung für gemeinsame Forschung-und-Entwicklung-Projekte kleiner und mittlerer Unternehmen fand 2014 statt.

## Kulturelle Beziehungen

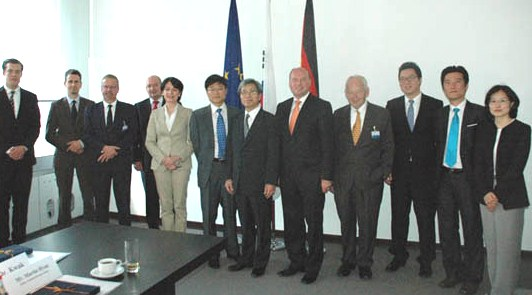
Deutsch-Koreanische Konsultationen bezüglich der deutsch-koreanischen Gemeinschaftsbriefmarke im Bundesfinanzministerium am 18. Juni 2012

Auf der Grundlage der engen politischen und wirtschaftlichen Zusammenarbeit entstand eine neue Entwicklung der Beziehungen im Bereich der Kultur. Korea wurde zum Schwerpunktland der Berliner Asien-Pazifik-Wochen und zum Gastland der Frankfurter Buchmesse 2005 gewählt. Die historischen Gemeinsamkeiten wie Teilung und Wiederaufbau nach dem Zweiten Weltkrieg tragen zu den bilateralen Verständnissen bei. Außerdem ist die Vorliebe der Koreaner für deutsche Musik und Literatur nicht zu vernachlässigen. Zurzeit studieren rund 5500 Koreaner an deutschen Hochschulen. Der deutsche Einfluss ist in vielen wissenschaftlichen Bereichen Koreas stark, wie zum Beispiel in der Philosophie, Theologie und auf dem juristischen Gebiet. Neben dem Deutschen Akademischen Austauschdienst ist auch das Goethe-Institut Instrument interkultureller Kontakte. Neben den Studierenden leben zurzeit mehr als 33.000 Koreaner in Deutschland. Sie sind hinter England die zweitgrößte koreanische Bevölkerung in Europa. In den 1960er Jahren wanderten viele Koreaner aus wirtschaftlichen Motiven nach Europa ab, um dort als Gastarbeiter zu arbeiten. Jedoch bleiben die großen Wissenslücken bezüglich koreanischer Kultur unter den Deutschen bestehen. Bislang sind in Deutschland nur große koreanische Konzerne wie Samsung, Hyundai und LG bekannt. Jedoch werden diese Lücken über die koreanische Kultur durch koreanische Filme und K-Pop (Koreanische Popmusik) immer weiter geschlossen. Das verbreitete Image Koreas trägt letztendlich zu einem verstärkten Absatz bei. Das Memorandum über Einreise und Aufenthalt der deutschen und koreanischen Staatsbürger zieht mehr Touristen in die jeweiligen Länder.

### Menschen mit südkoreanischen Wurzeln in Deutschland
- Martin Hyun (* 1979), Eishockeyspieler